# Phreatia gladiata
Phreatia gladiata är en orkidéart som först beskrevs av Achille Richard, och fick sitt nu gällande namn av Friedrich Fritz Wilhelm Ludwig Kraenzlin. Phreatia gladiata ingår i släktet Phreatia och familjen orkidéer. Inga underarter finns listade i Catalogue of Life.